# Ettak

Ettak var kungsgård under medeltiden, belägen på en höjd intill Tidan i Velinga socken i Vartofta härad i landskapet Västergötland. Den hade egen gårdskyrka och bildade en mindre socken. Under 1200-talets senare hälft uppehöll sig kungarna gärna här, men redan under senare medeltiden blev det ett fogdefäste. Genom hela 1500-talet var gården förlänad och användes som sätesgård.

## Kungsgårdens bebyggelse
Kungsgården har legat på en höjd nära en bro över ån Tidan. Gården anges ibland i litteraturen som befäst. I modern tid är spår av försvarsverk i det närmaste obefintlga. Förutom kyrkoruinen som härstammar från 1100-talet finns en rund, kallmurad jordkällare. Inom området finns en rundad kulle som skall innehålla någon slags byggnadslämning. Denna är 12 meter i diameter. Intill denna finns en brunn. Inga andra spår av yttre försvarsanordningar är synliga. Endast kyrkoruinen har blivit ordentligt undersökt. Denna har samma plan som övriga tidiga västgötakyrkor och är uppförd någon gång under 1100-talet.

## Historia
Ettak har troligen efterträtt Upsalaöd-godset Vartofta som häradets administrativa centrum under 1200-talet. Gårdsnamnet uppträder i handlingarna under 1200-talets senare hälft. År 1271 uppehåller sig kung Valdemar Birgersson på gården och utfärdar härifrån ett skyddsbrev för Gudhems kloster den 29 mars datum Etæghi Vid år 1277 utkämpades ett slag vid Ettak, Jnnan Etake war een striidh, mellan svenska och danska styrkor enligt Erikskrönikan. År 1289 är kung Magnus Ladulås på kungsgården och utfärdar ett gåvobrev till Varnhems kloster Datum Etegi.
I Erik av Pommerns skattebok 1413 talas om en del av Vartofta härad såsom liggande till Ettak. Det är tydligt att häradet nu var uppdelat i två förvaltningscentraler, nämligen Ettak och Grimstorp. Sistnämnda gård låg i Sandhems socken i den södra delen av häradet och har ej omnämnts tidigare. Man kan anta att dessa fögderier vid denna tid var nyinrättade. Uppgifter om kungsgårdens senare öden är mer oklara. Omkring år 1425 pantsatte kung Erik gården för ett lån på 10 000 mark till släkten Bülow som därför innehade gården under flera år. Enligt en uppgift erövrades den av Engelbrekt Engelbrektssons trupper år 1434. Henrik Bülow bodde på godset under 1430-talet och utfärdade här sitt testamente år 1439. År 1442 innehades det tillsammans med Vartofta härad av Ficke Bülow. Kung Karl Knutsson (Bonde) nämner år 1456 en viss Peder Henriksson såsom Klas Ribbings fogde på Ettak. År 1467 omnämns en Arvid Pedersson som fogde på gården. Tydligen pantsatte Erik av Pommern gården för ett lån på 10 000 mark till Ficke Bülow. Efter dennes död omkring 1454 skulle gården under flera år stanna i dennes barns ägo, och det fortfarande vid 1480. Därefter indrogs det av Sten Sture den äldre som överlät Ettak till riksrådet Nils Bosson Sture (Natt och Dag). Efter Nils Stures död år 1494 ska Ettak och Vartofta härad förlänats ut till Erik Jönsson (Tre Rosor).
Erik Jönsson beklagade sig hos Svante Nilsson (Sture) år 1502 över att Mats Kafle försökte tränga honom från länet. Riddaren och hövitsmannen över Västergötland, Åke Hansson (Tott) till Bjurum, innehade Vartofta härad med Ettak samt Vilske och Valle härad under åren 1505–1510. Efter hans död år 1510 blev Arvid Gunnarsson tillfällig fogde över länet som vid den tiden bestod av Vartofta, Gudhems och Redvägs härader. År 1511 uppehåll sig Sten Sture den yngre på Ettak. Under en period före 1530 brukades gården av några landbönder. Men efter ett kungligt brev av den 13 december 1530 fick häradsfogden, Olof Persson (Örnefot) godset i förläning, där han sitt tillhåll hava skall med de karlar honom följaktiga äro. Efter ett kungligt brev av den 22 maj 1532 övergick det i Peder Gunnarssons förläning. Den 6 oktober 1536 övertogs förläningen till Karl Eriksson (Gyllenstjerna). Efter hans död år 1541 förvaltades häradet av fogden i Redvägs härad, trots avståndet från dennes distrikt. Efter år 1543 blev gården åter fogdesäte för Vartofta härad, även om fogden tilläts sitta kvar i egenskap av förläningshavare efter avslutat uppdrag. Den 20 oktober tillträdde fogden Nils Munk som behöll förläningen även efter att han avträtt sysslan. Efter att han avflyttat till Uppsala 1549 fick Ettak en ny innehavare i Joen Karlsson (Blå Falk) som år 1550 sattes till häradsfogde i Vartofta. Även han behöll Ettak både efter att förläningen gått ut 1555 och till sin död år 1567 då han var hövitsman på Vadstena slott. Ettak klarade sig unden danskarnas härjning i Västergötland sommaren 1566 under Nordiska sjuårskriget och blev åter fogdefäste då Orreholmens kungsgård bränts av fienden. Först år 1573 utförlänades gården igen och då till Anders Keith som ersättning för 1000 ungerska gyllen som kung Johan III lovat hans hustru i morgongåvoförbättring. Under åren närmast efter 1586, då Ettak åter var kronodomän, planerades att här inrätta ett stuteri vilket dock ej tycks förverkligats. Efter kung Johan III:s död återfick Anders Keith förläningen. År 1598 indrogs det och blev Axel Stenssons (Lewenhaupts) förläning.
Efter år 1602 tillhörde Ettak Braheska grevskapet men indrogs vid reduktionen. I senare tider var gården utarrenderat militärboställe och bestod då av 2 mantal krono med kvarn och såg.